# Діагенез
Діагене́з (анг. diagenesis, нім. Diagenese, пол. Diageneza) — сукупність процесів перетворення пухких осадів на осадові гірські породи. Відбувається у верхніх шарах земної кори і полягає в перекристалізації осадів, утворенні мінералів, конкрецій, гідратації або дегідратації (зневодненні), цементації осадів тощо.
Розрізняють два етапи діагенетичного мінералоутворення: окиснювальний і відновний.

## Походження назви
Термін "Діагенез" започатковано від грец. δια (діа-, “наскрізь”, "через") + грец. γένεσις (génesis, “походження", "творіння”).
- Уперше термін “діагенез” застосував В. Гумбель 1868 р. для визначення сукупності процесів перетворення осадів первинного гарячого океану в кристалічні сланці,[1] тобто щось близьке до сучасного розуміння метаморфізму.
- У 1893-1894 рр. І. Вальтер удруге вжив цей термін для визначення всіх фізичних і хімічних процесів, що відбуваються в осадах після їхнього утворення без впливу тиску ерогенних процесів і вулканічного тепла.[1] До діагенетичних він зачислив процеси літифікації ракушняків, утворення конкрецій в осадах та ін.
- К. Андре (1911) поєднав у діагенезі майже всі молекулярні й хімічні зміни, що відбуваються в осадах під впливом середовища, яке їх оточує.[1]
- У. Твенгофел (1936) під діагенезом розумів усі зміни, що відбуваються в осадах за час між їхнім утворенням і літифікацією за нормальних умов седиментації,[1] а також усі зміни, що відбуваються після затвердіння осаду за нормальних температури й тиску.

Хоча Вікісловник вказує дату започаткування XVIII ст, але без вказівки на ім'я ініціатора.

## Перетворення речовин при діагенезі
- ущільнення під дією ваги осадових утворень, що залягають вище (головні процеси — перегрупування частинок);
- дегідратація і гідратація — відтискання води, яка переміщається у вищі шари (витискається приблизно 50% води);
- переробка осаду мікроорганізмами (інтенсивніше переробляються тонкодисперсні осади — пелітові, карбонатні, фосфатні; провідну роль у переробці відіграють бактерії та мулоїди);
- утворення нових стійких мінеральних модифікацій (наприклад, перетворення FeS•nH2O у FeS2 (пірит), арагоніту в кальцит, опалу в халцедон);
- розчинення і біохімічний розклад нестійких частинок осаду, зумовлені фізико-хімічними і біохімічними параметрами середовища (наприклад, у сучасних річкових осадах гумідної зони чи в осадах холодноводних морських басейнів карбонатні рештки не зберігаються, оскільки середовище кисле внаслідок надлишку вуглекислоти; в тепловодних басейнах кількість вуглекислоти незначна, середовище лужне і умови сприятливі для збереження карбонату кальцію);
- розкристалізація та перекристалізація компонентів осаду; характерна для хемогенних і колоїдних осадів (приклад: утворення конкрецій унаслідок кристалізації вихідного колоїдного матеріалу; перекристалізація кальциту і перетворення його в доломіт).

## Стадія діагенезу при газонафтоутворенні
Характеризується згасанням аеробного перетворення органічної речовини, встановленням фізико-хімічної рівноваги в середовищі осад-породи. Починається анаеробний період перетворення органічної речовини, формується “юна” мікронафта. Концентрація її підвищується як за рахунок вуглеводнів, синтезованих анаеробними мікроорганізмами, так і за рахунок хімічних перетворень органічної речовини в низькотемпературних умовах (декарбоксилювання жирних кислот, дезамінування білків та інш.). Вміст мікронафти в породі може сягати 0,01-0,05% і тим вище, чим вищий вхідний потенціал органічної речовини. Основним продуктом цієї стадії є газоподібні вуглеводні (верхня зона газоутворення), формуючи за наявності пасток газові поклади.